# 9900 Llull
9900 Llull è un asteroide della fascia principale. Scoperto nel 1997, presenta un'orbita caratterizzata da un semiasse maggiore pari a 2,1410500 au e da un'eccentricità di 0,2109056, inclinata di 3,49298° rispetto all'eclittica.
L'asteroide è dedicato al teologo spagnolo Raimondo Lullo.